# Услава
У́слава (чеш. Úslava) — река в Чехии.
Длина реки — 96 км. Площадь водосборного бассейна — 756 км². Среднегодовой расход воды — 3,62 м³/с.
Река протекает через города Планице, Бловице, Стари-Пльзенец, Пльзень и другие. У Пльзеня впадает в реку Бероунка. Источником воды служат дождевые осадки и таяние снегов. В настоящее время Гначовский и Жиньковский пруды не имеют достаточного объёма для предотвращения паводков на реке, а других водохранилищ на ней не построено. Во время наводнения 13 августа 2002 года уровень воды в Уславе повысился на 3,71 метра, а пиковый расход составил 459 м³/с.